# Les Essarts-le-Roi
Pour les articles homonymes, voir Les Essarts.
Les Essarts-le-Roi est une commune française située dans le département des Yvelines en région Île-de-France.

## Géographie

### Situation

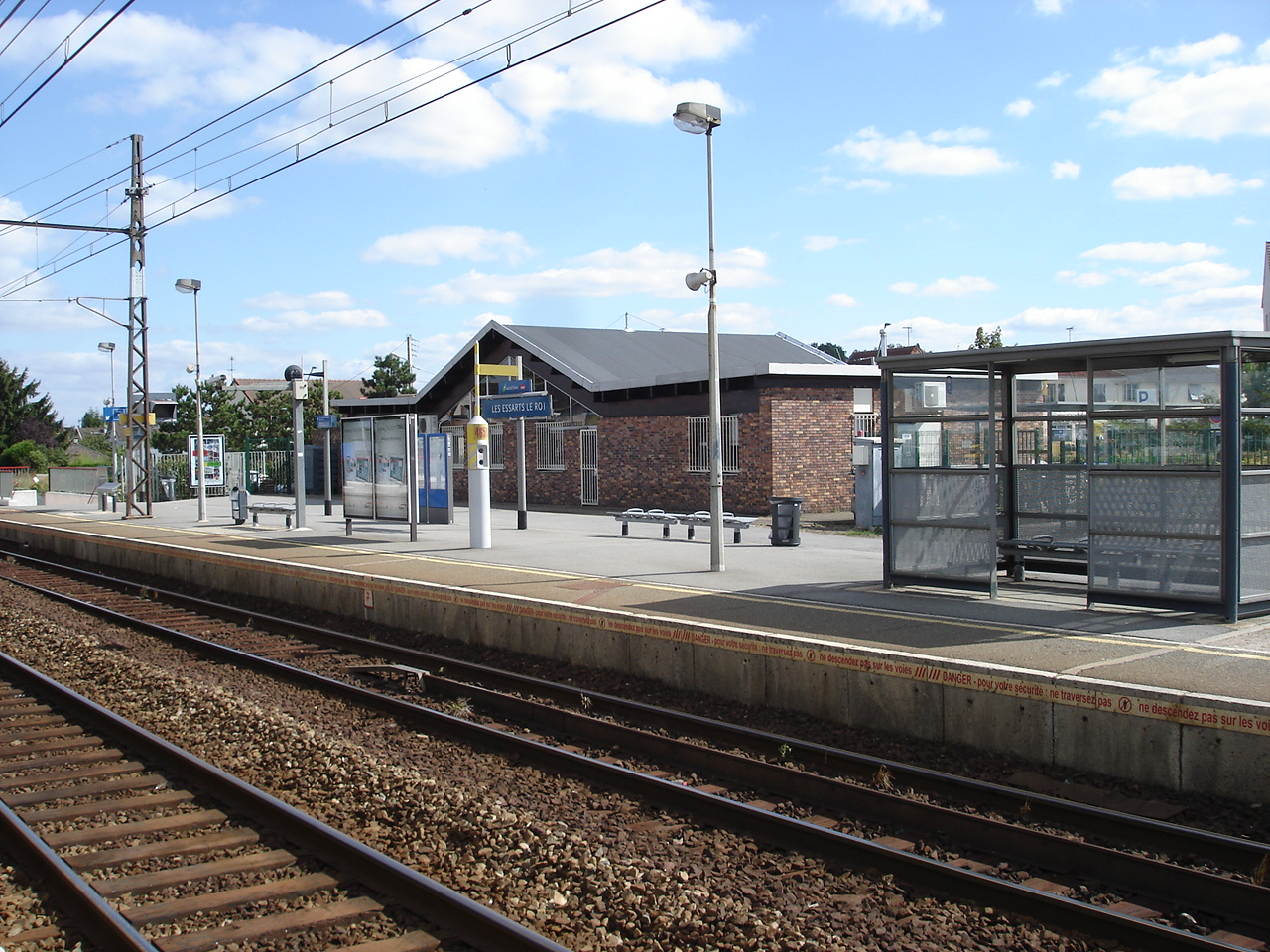
La gare des Essarts-le-Roi.

Les Essarts-le-Roi est un bourg périurbain situé entre Versailles et Rambouillet dans la vallée de Chevreuse.
La ville est desservie par la route nationale 10 et la gare des Essarts-le-Roi où s'arrêtent des trains de la ligne N du Transilien (branche Paris - Rambouillet).
Elle est également desservie par les lignes 12, 49, 59, 79, 36-15 et 39.27 du réseau de bus Centre et Sud Yvelines.

### Communes limitrophes
Les communes limitrophes sont Coignières au nord-nord-est sur environ 600 m., Lévis-Saint-Nom au nord-est, Dampierre-en-Yvelines à l'est, Senlisse au sud-est, Auffargis au sud, Le Perray-en-Yvelines au sud-ouest, Les Bréviaires à l'ouest et Saint-Rémy-l'Honoré au nord.

### Climat
Pour des articles plus généraux, voir Climat de l'Île-de-France et Climat des Yvelines.
En 2010, le climat de la commune est de type climat océanique dégradé des plaines du Centre et du Nord, selon une étude du CNRS s'appuyant sur une série de données couvrant la période 1971-2000. En 2020, Météo-France publie une typologie des climats de la France métropolitaine dans laquelle la commune est exposée à un climat océanique altéré et est dans la région climatique  Sud-ouest du bassin Parisien, caractérisée par une faible pluviométrie, notamment au printemps (120 à 150 mm) et un hiver froid (3,5 °C). 
Pour la période 1971-2000, la température annuelle moyenne est de 10,7 °C, avec une amplitude thermique annuelle de 14,8 °C. Le cumul annuel moyen de précipitations est de 653 mm, avec 11 jours de précipitations en janvier et 7,8 jours en juillet. Pour la période 1991-2020, la température moyenne annuelle observée sur la station météorologique la plus proche, située sur la commune de Saint-Léger-en-Yvelines à 9 km à vol d'oiseau, est de 11,0 °C et le cumul annuel moyen de précipitations est de 706,3 mm,. Pour l'avenir, les paramètres climatiques de la commune estimés pour 2050 selon différents scénarios d'émission de gaz à effet de serre sont consultables sur un site dédié publié par Météo-France en novembre 2022.

## Urbanisme

### Typologie
Au 1er janvier 2024, Les Essarts-le-Roi est catégorisée ceinture urbaine, selon la nouvelle grille communale de densité à sept niveaux définie par l'Insee en 2022.
Elle appartient à l'unité urbaine de Les Essarts-le-Roi, une agglomération intra-départementale regroupant deux  communes, dont elle est ville-centre,,. Par ailleurs la commune fait partie de l'aire d'attraction de Paris, dont elle est une commune de la couronne,. Cette aire regroupe 1 929 communes,.

### Occupation des sols
Le tableau ci-dessous présente l'occupation des sols de la commune en 2018, telle qu'elle ressort de la base de données européenne d’occupation biophysique des sols Corine Land Cover (CLC).
| Type d’occupation                                              | Pourcentage | Superficie (en hectares) |
| -------------------------------------------------------------- | ----------- | ------------------------ |
| Tissu urbain discontinu                                        | 14,8 %      | 289                      |
| Zones industrielles ou commerciales et installations publiques | 1,5 %       | 29                       |
| Terres arables hors périmètres d'irrigation                    | 50,7 %      | 992                      |
| Forêts de feuillus                                             | 32,9 %      | 644                      |
| Forêts mélangées                                               | 0,1 %       | 3                        |
| Source : Corine Land Cover                                     |             |                          |

### Hameaux de la commune
Saint-Hubert, les Layes, la Tasse, la Rue Vert, la Massicoterie.

## Toponymie
Le nom de la localité est attesté sous les formes Essars Regis au XIIIe siècle, Essarta Regis, Essarti regis en 1248, Les Essarts, Les Essarts-le-Roi. S'est appelée Les Essarts-la-Montagne ou Les Essarts-les-Bois pendant la Révolution française.
Le hameau de Saint-Hubert fut également renommé durant la Révolution française en Montagne-des-Essarts.
Le nom de la commune provient de l'essartage, nom générique d’un espace gagné sur la forêt, ici celle des Yvelines par les premiers rois capétiens au profit de l'abbaye parisienne de Saint-Magloire.
Un essart est un terrain déboisé. Le mot est issu du bas latin exsartum et, bien que vieilli, il appartient encore au vocabulaire commun. Il est très fréquent en toponymie, ayant pendant des siècles servi à désigner des lieux défrichés.
Les Essarts-le-Roi a été fondée par une décision royale émanant d’Hugues Capet à la fin du Xe siècle. Les rois avaient à cœur de signaler leurs possessions dans une région presque entièrement aux mains des religieux qui en avaient assuré le défrichement.

## Histoire
Les Essarts-le-Roi sont fondés par une décision royale émanant d'Hugues Capet à la fin du Xe siècle.
Philippe Auguste cède le territoire en 1203 au duché de Bretagne et son sort dépend dès lors de celui des seigneurs de Montfort.[réf. nécessaire]
La commune des Essarts, instituée par la Révolution française, absorbe en 1814 celle des Layes et prend le nom des Essarts-le-Roi.
Depuis 1879  étaient exploitées les carrières de Maréchaux à Cernay-la-Ville et Senlisse qui produisaient notamment des pavés destinés à la voirie de Paris. À partir de 1885, elles étaient reliées à la gare des Essarts-le-Roi par la ligne de chemin de fer Decauville de la carrière de Maréchaux (de). L'exploitation ferroviaire a cessé dans les années 1930.

Le chemin de fer de la carrière des Maréchaux
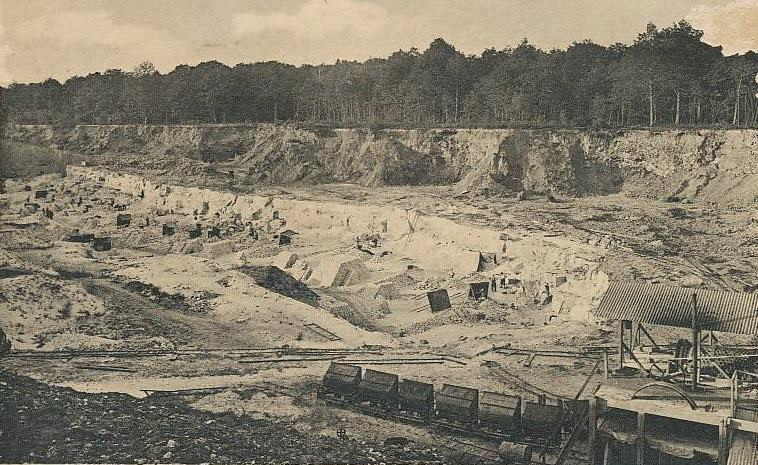
La carrière.
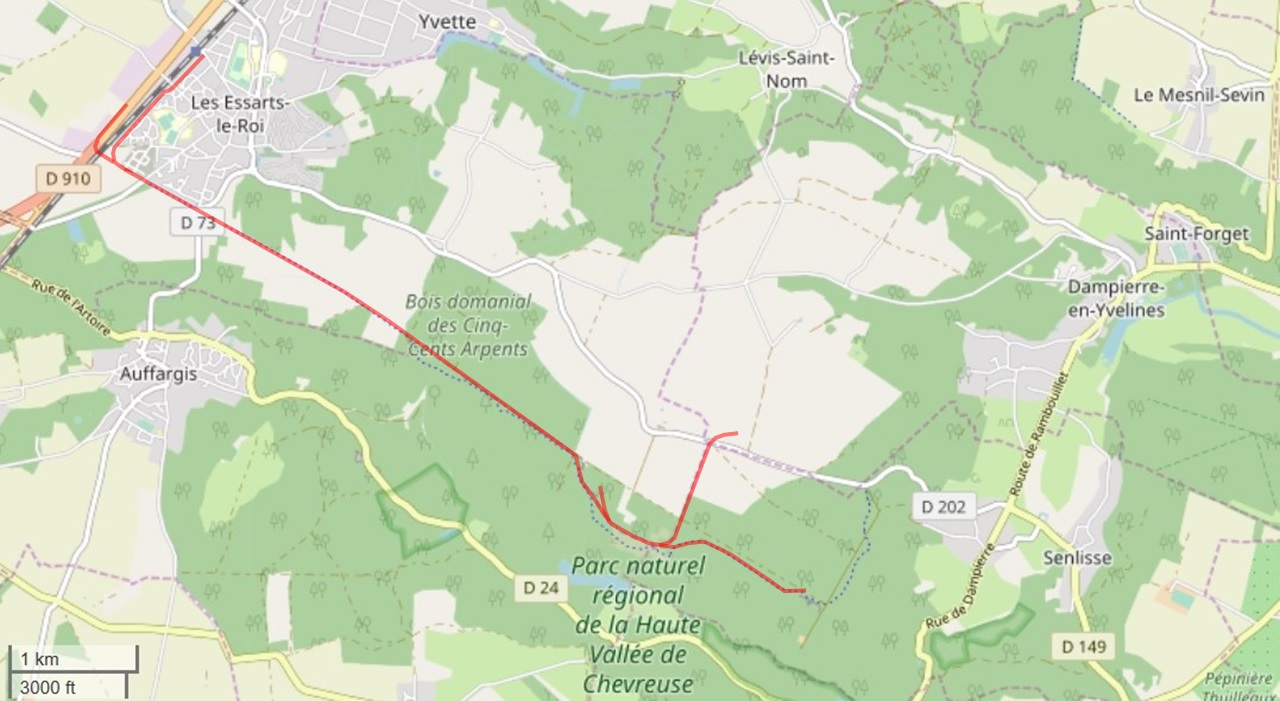
Tracé de la ligne.
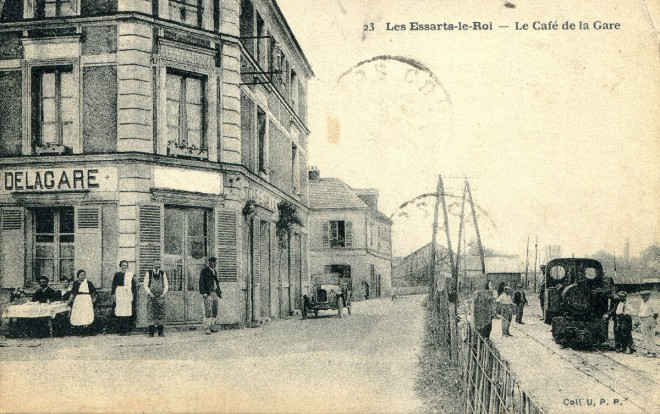
Locomotive devant le Café de la Gare.
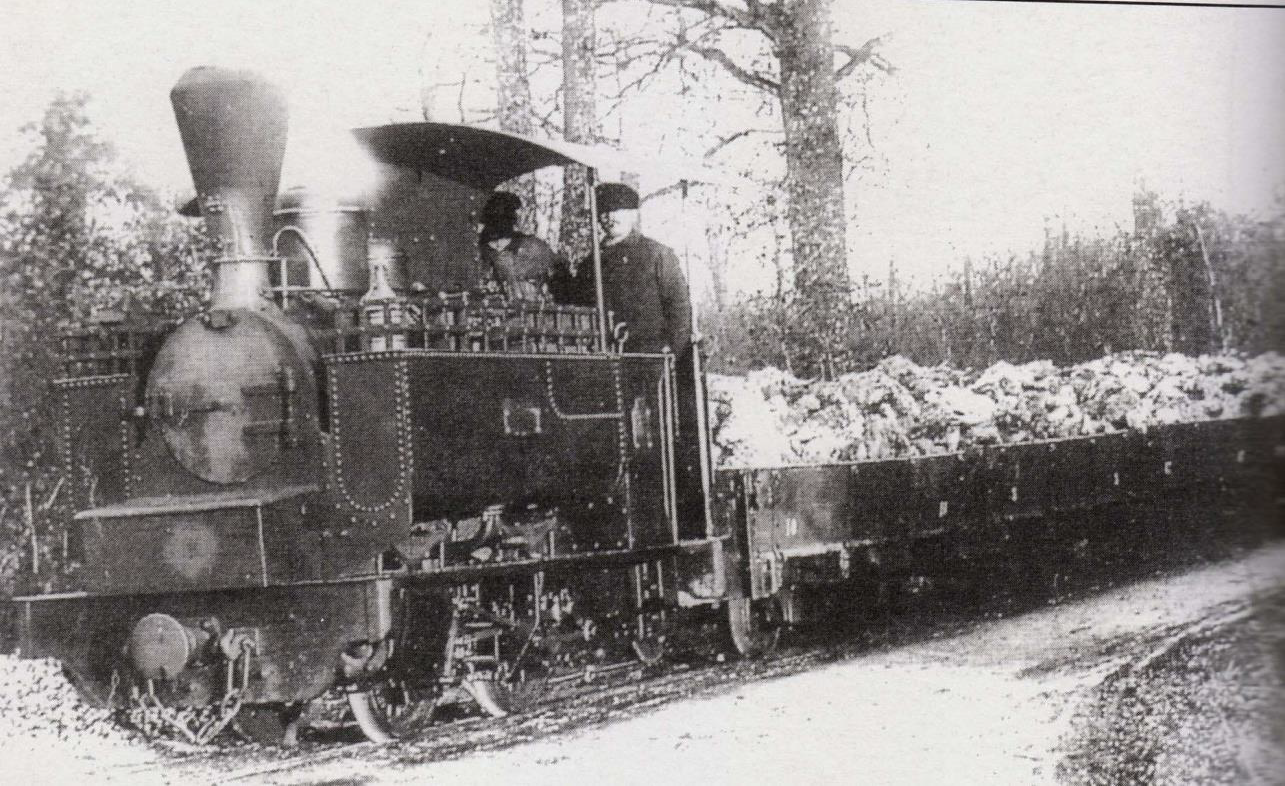
Convoi minier.
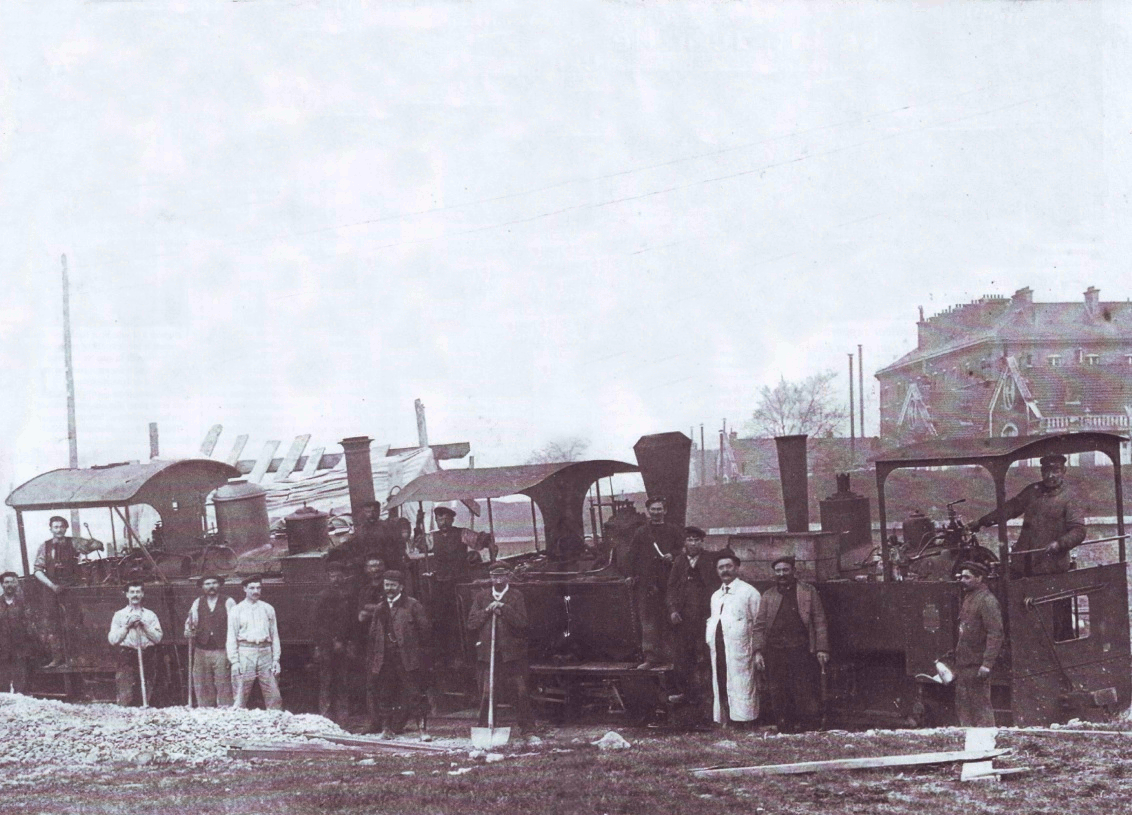
Les trois locomotives de la ligne.

## Politique et administration

### Rattachements administratifs et électoraux
Rattachements administratifs
Antérieurement à la loi du 10 juillet 1964, la commune faisait partie du département de Seine-et-Oise. La réorganisation de la région parisienne en 1964 fit que la commune appartient désormais au département des Yvelines et est le chef-lieu de son arrondissement de Rambouillet après un transfert administratif effectif au 1er janvier 1968.
Elle faisait partie depuis 1801 du canton de Rambouillet de Seine-et-Oise puis des Yvelines. Dans le cadre du redécoupage cantonal de 2014 en France, cette circonscription administrative territoriale a disparu, et le canton n'est plus qu'une circonscription électorale.
Rattachements électoraux
Pour les élections départementales, la commune est depuis 2014 le bureau centralisateur d'un nouveau canton de Rambouillet
Pour l'élection des députés, elle fait partie de la dixième circonscription des Yvelines.

### Intercommunalité
Les Essarts-le-Roi était membre de la communauté de communes des Étangs, un établissement public de coopération intercommunale (EPCI) à fiscalité propre créé fin 2004 et auquel la commune avait transféré un certain nombre de ses compétences, dans les conditions déterminées par le code général des collectivités territoriales.
Dans le cadre des dispositions de la loi portant nouvelle organisation territoriale de la République du 7 août 2015, qui prévoit notamment que les établissements publics de coopération intercommunale (EPCI) à fiscalité propre doivent avoir un minimum de 15 000 habitants, cette intercommunalité a fusionné avec ses voisines pour former, le 1er janvier 2017, la communauté d'agglomération dénommée Rambouillet Territoires, dont est désormais membre la commune.

### Tendances politiques et résultats
Au second tour des élections municipales de 2014 dans les Yvelines, la liste DVD menée par Raymond Pommet remporte la majorité absolue des suffrages exprimés, avec 1 647 voix (53,78 %, 23 conseillers municipaux élus dont 5 communautaires), devançant la liste DVG menée par le maire sortant Jacques Bouchet (1 415 voix, 46,21 %, 6 conseillers municipaux élus dont 1 communautaire).
Lors de ce scrutin, 38,11 % des électeurs se sont abstenus.
Lors du second tour des élections municipales de 2020 dans les Yvelines, la liste DVC menée par Ismaël Nehlil remporte la majorité des suffrages exprimés, avec 934 voix (48,82 %, 22  conseillers municipaux élus dont 4 communautaires), devançant largement les listes menées respectivement par : 
- Raymond Pommet, maire sortant (LR - SL, 584 voix, 30,52 %, 4 conseillers municipaux élus dont 1 communautaire) ;
- Marie-Françoise Benteyn (LR diss., 241 voix, 12,59 %, 2 conseillers municipaux élus) ;
- Françoise Belli (DVG, 154 voix, 8,05 %, 1 conseiller municipal élu).
Lors de ce scrutin, marqué par la pandémie de Covid-19 en France, 61,06 % des électeurs se sont abstenus

### Liste des maires
| Période                                  | Période                     | Identité                    | Étiquette    | Qualité                                                                                        |
| ---------------------------------------- | --------------------------- | --------------------------- | ------------ | ---------------------------------------------------------------------------------------------- |
| Les données manquantes sont à compléter. |                             |                             |              |                                                                                                |
| 1959                                     | 1965                        | Charlot Charpentier         |              |                                                                                                |
| Les données manquantes sont à compléter. |                             |                             |              |                                                                                                |
| 1976                                     | mars 1977                   | Guy Fleury                  |              |                                                                                                |
| mars 1977                                | mars 1983                   | M. Decaillot                |              |                                                                                                |
| mars 1983                                | mars 1989                   | Jacques Bussieras           |              |                                                                                                |
| mars 1989                                | juin 1995                   | Madeleine Derniaux          |              |                                                                                                |
| juin 1995                                | 2000                        | Robert Baranski (1941-2013) |              | Retraité du secteur bancaire Démissionnaire                                                    |
| 2000                                     | mars 2008                   | Thierry Grosjean            | UDF puis UMP |                                                                                                |
| mars 2008                                | avril 2014                  | Jacques Bouchet             | PS           | Retraité de l'informatique                                                                     |
| avril 2014                               | juillet 2020                | Raymond Pommet              | UMP → LR     | Directeur de l'innovation dans une PME Vice-président de Rambouillet Territoires (2017 → 2020) |
| juillet 2020                             | En cours (au 14 avril 2021) | Ismaël Nehlil               | Horizons     | Directeur juridique Vice-président de Rambouillet Territoires (2020 → )                        |

## Jumelages
- Salem (Allemagne)[30].

## Population et société

### Démographie

#### Évolution démographique
L'évolution du nombre d'habitants est connue à travers les recensements de la population effectués dans la commune depuis 1793. Pour les communes de moins de 10 000 habitants, une enquête de recensement portant sur toute la population est réalisée tous les cinq ans, les populations de référence des années intermédiaires étant quant à elles estimées par interpolation ou extrapolation. Pour la commune, le premier recensement exhaustif entrant dans le cadre du nouveau dispositif a été réalisé en 2004.

En 2022, la commune comptait 6 772 habitants, en évolution de +0,21 % par rapport à 2016 (Yvelines : +2,72 %, France hors Mayotte : +2,11 %).
| 1793 | 1800 | 1806 | 1821 | 1831 | 1836 | 1841 | 1846 | 1851 |
| ---- | ---- | ---- | ---- | ---- | ---- | ---- | ---- | ---- |
| 562  | 497  | 561  | 799  | 800  | 812  | 776  | 925  | 839  |

| 1856 | 1861 | 1866 | 1872 | 1876 | 1881 | 1886 | 1891 | 1896 |
| ---- | ---- | ---- | ---- | ---- | ---- | ---- | ---- | ---- |
| 761  | 762  | 760  | 766  | 760  | 776  | 820  | 920  | 928  |

| 1901 | 1906  | 1911  | 1921 | 1926 | 1931  | 1936  | 1946  | 1954  |
| ---- | ----- | ----- | ---- | ---- | ----- | ----- | ----- | ----- |
| 993  | 1 055 | 1 020 | 975  | 956  | 1 057 | 1 037 | 1 221 | 1 486 |

| 1962  | 1968  | 1975  | 1982  | 1990  | 1999  | 2004  | 2006  | 2009  |
| ----- | ----- | ----- | ----- | ----- | ----- | ----- | ----- | ----- |
| 1 735 | 2 045 | 3 254 | 4 876 | 5 565 | 6 126 | 6 191 | 6 123 | 6 331 |

| 2014  | 2019  | 2022  | - | - | - | - | - | - |
| ----- | ----- | ----- | - | - | - | - | - | - |
| 6 807 | 6 668 | 6 772 | - | - | - | - | - | - |

#### Pyramide des âges
En 2018, le taux de personnes d'un âge inférieur à 30 ans s'élève à 36 %, soit en dessous de la moyenne départementale (38 %). À l'inverse, le taux de personnes d'âge supérieur à 60 ans est de 24,3 % la même année, alors qu'il est de 21,7 % au niveau départemental.
En 2018, la commune comptait 3 220 hommes pour 3 468 femmes, soit un taux de 51,85 % de femmes, légèrement supérieur au taux départemental (51,32 %).
Les pyramides des âges de la commune et du département s'établissent comme suit.
| Hommes | Classe d’âge | Femmes |
| ------ | ------------ | ------ |
| 0,2    | 90 ou +      | 0,9    |
| 6,1    | 75-89 ans    | 8,1    |
| 16,1   | 60-74 ans    | 16,8   |
| 22,9   | 45-59 ans    | 22,9   |
| 16,3   | 30-44 ans    | 17,6   |
| 17,7   | 15-29 ans    | 15,6   |
| 20,6   | 0-14 ans     | 18,0   |

| Hommes | Classe d’âge | Femmes |
| ------ | ------------ | ------ |
| 0,6    | 90 ou +      | 1,4    |
| 6      | 75-89 ans    | 7,8    |
| 13,5   | 60-74 ans    | 14,8   |
| 20,7   | 45-59 ans    | 20,1   |
| 19,6   | 30-44 ans    | 19,9   |
| 18,5   | 15-29 ans    | 16,8   |
| 21,2   | 0-14 ans     | 19,2   |

### Enseignement
La commune dispose[Quand ?] : 
- Premier degré :
  - Secteur Gallot : école maternelle du Pré-Gallot et école mixte Roger-Colart ;
  - Secteur Romanie : école maternelle Romanie et école mixte René-Coudoint.
- Second degré : collège Les Molières.

### Culture
La bibliothèque municipale, qui porte le nom de Sheila-Choisne, élue municipale d'origine anglaise dans les années 1980.

### Sports
Il y a différents clubs sportifs[Quand ?] : 
- AGSE Badminton, AGSE Karaté, AGSE Judo, AGSE VTT, AGSE Cyclotourisme, AGSE Basket, AGSE Football, AGSE Volley-Ball, AGSE Essarts Club Archerie, AGSE Yvette Athlétisme, AGSE Gymnastique, AGSE Tennis de table et l'AGSE Golf[réf. nécessaire]
- Marche Nordique Essartoise[réf. nécessaire]

## Lieux et monuments

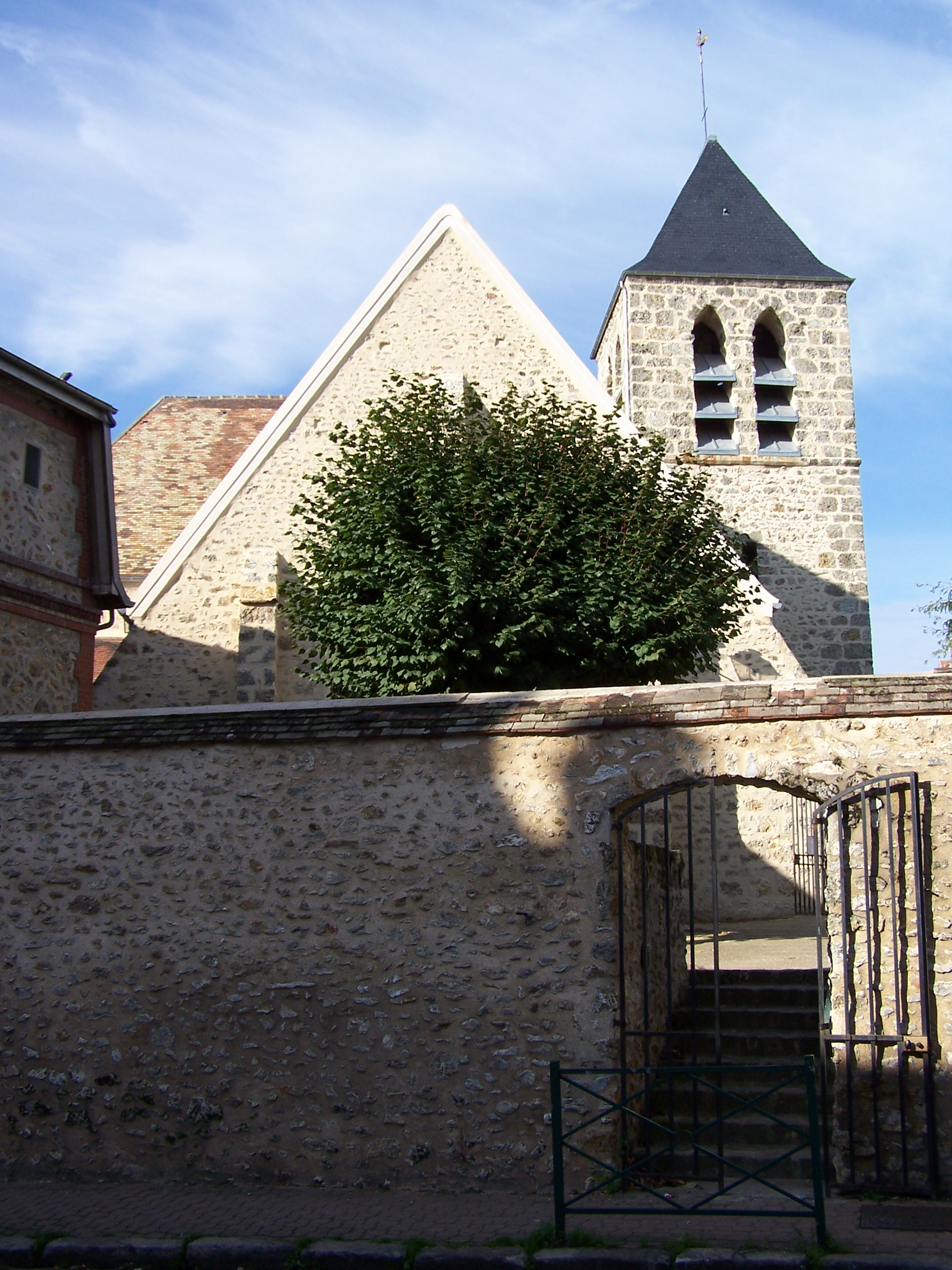
Église Saint-Corneille-et-Saint-Cyprien.

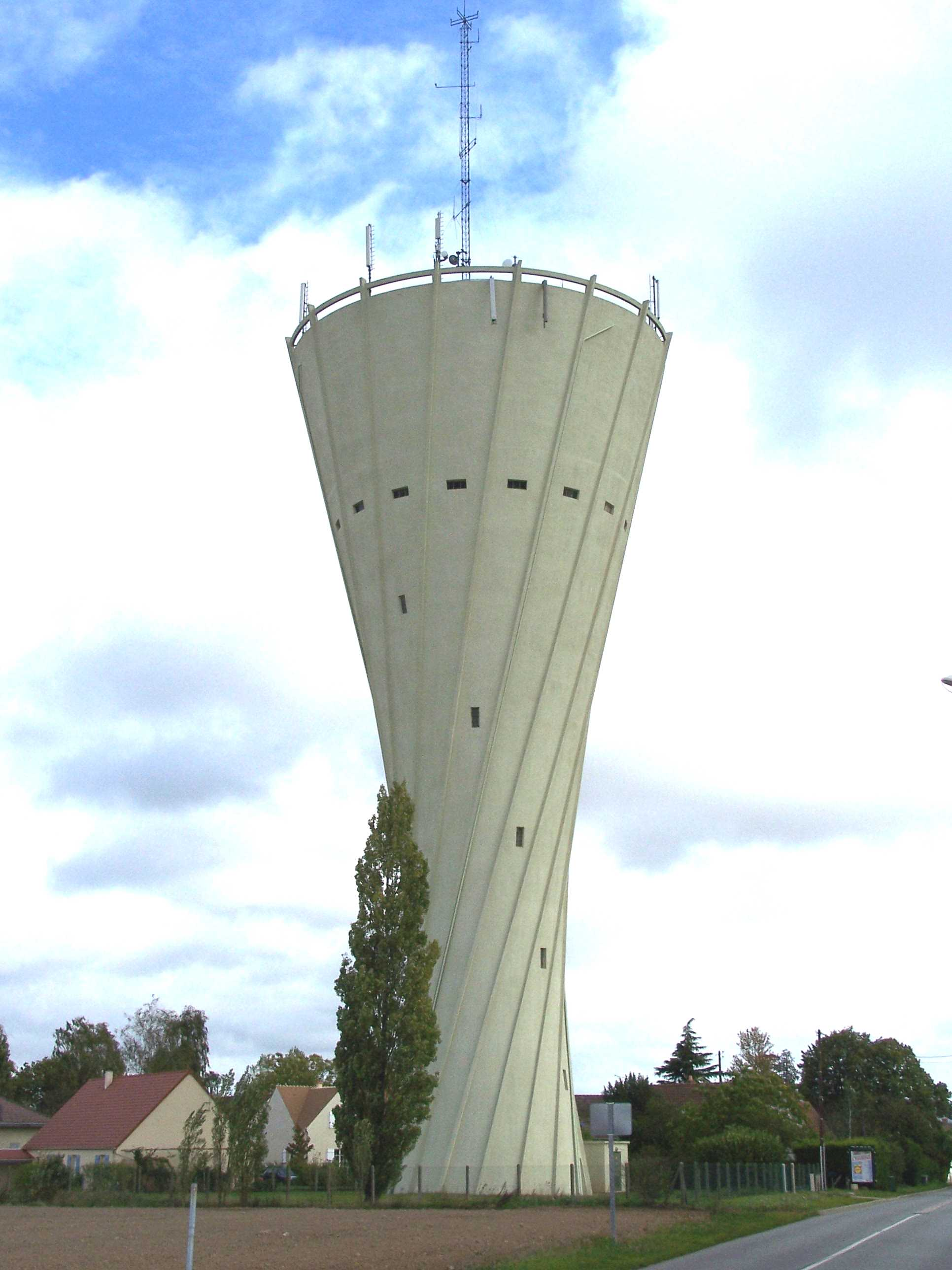
Le château d'eau.

- Église Saint-Corneille-et-Saint-Cyprien.
- Chapelle des Layes.
- Château d'eau (structure hyperboloïde).
- Château de l'Artoire
- L'ancien émetteur de radiodiffusion des Essarts-le-Roi, bien que situé sur la commune limitrophe de Saint-Rémy-l'Honoré.

## Personnalités liées à la commune
Deux rois : Louis XV et Louis XVI[pourquoi ?].
Le comédien Claude Sainlouis (né Claude, Jean, Joseph Piau) y est né le 8 novembre 1933 (décédé le 3 janvier 2014 à Paris 14e)[réf. nécessaire].

### Héraldique
| Armes des Essarts-le-Roi | Les armes des Essarts-le-Roi se blasonnent ainsi : Tiercé en pairle renversé d'azur, de sinople et de gueules, au premier à une fleur de lis, au deuxième à une feuille de chêne, au troisième à deux cors entrelacés, le tout d'or. |

## Au cinéma et à la télévision
Une scène de l'épisode 6 (« chapitre 6 ») de la première saison de la série télévisée Lupin (2021) est filmée sur le bord d'une route avec en arrière-plan le panneau d'entrée d'agglomération marquée Bourneville. C'est la scène de l’enlèvement de Raoul et sa mise dans le coffre de la BMW. La disposition laisse croire que cette scène et les scènes suivantes en centre-ville ont été tournées dans ce village de l'Eure. En fait ces scènes ont été tournées aux Essarts-le-Roi. Bourneville est citée ici par cohérence géographique avec les scènes précédentes d'une poursuite automobile depuis Étretat.